# Ptychosperma mambare
Ptychosperma mambare är en enhjärtbladig växtart som först beskrevs av Frederick Manson Bailey, och fick sitt nu gällande namn av Odoardo Beccari och Ugolino Martelli. Ptychosperma mambare ingår i släktet Ptychosperma och familjen Arecaceae.
Artens utbredningsområde är Papua Nya Guinea. Inga underarter finns listade i Catalogue of Life.